# Лукас, Сид
Сидней «Сид» Морис Лукас (англ. Sydney "Syd" Maurice Lucas; 21 сентября 1900, Лестер, Великобритания — 4 ноября 2008, Роузбад, штат Виктория, Австралия) — 108-летний британский австралийский долгожитель, участник обеих мировых войн. Вместе с такими солдатами, как Гарри Пэтч и Нед Хьюз, входил в число немногих последних британских «томми», доживших до XXI века.

## Биография
Уроженец Лестера, в Британскую армию он был зачислен в полк Шервудских лесничих в августе 1918 года, но фактически не участвовал в боевых действиях. Вместе с соотечественниками Клодом Шулзом, Биллом Стоуном и Фернаном Гу он входил в число последних ветеранов Первой мировой войны, участвовавших и во Второй мировой войне.
В 1928 году Лукас прибыл в Австралию, где осели ещё двое рекордсменов-ветеранов Первой мировой: Клод Шулз и Джон Кэмпбелл Росс (Лукас и Росс проживали в Виктории). 13 июня 1940 Лукас добровольцем отправился во 2-е Австралийские имперские силы, получив личный номер VX26480 и место во 2/1-м австралийском пулемётном батальоне. Он отправился служить в Палестину, но из-за аппендицита и последующей операции на желчном пузыре в итоге не последовал за подразделением и остался охранять немецких и итальянских военнопленных на лайнере «Куин Мэри». Уволен из армии 7 ноября 1941 в звании рядового.
Скончался на 109-м году жизни 4 ноября 2008, спустя неделю после 90-летия окончания боевых действий Первой мировой войны.